# Торсунова, Татьяна Евгеньевна
Татья́на Евге́ньевна Торсуно́ва (; род. 23 июля 1967, Минск) — белорусская кёрлингистка.
Мастер спорта Республики Беларусь (кёрлинг, 2020).
Член национальной смешанной и смешанной парной сборных команд Белоруссии.
Занимается кёрлингом с 2016 года.
Татьяна Торсунова принимала участие и получила золото в Чемпионате Белоруссии по кёрлингу среди смешанных команд ( 2018 ) , А также в Чемпионате Белоруссии по кёрлингу среди смешанных пар ( 2019, 2020 ) , взяв золото .

## Достижения
- Чемпионат Беларуси по кёрлингу среди смешанных команд: золото (2018).
- Чемпионат Беларуси по кёрлингу среди смешанных пар: золото (2019, 2020), серебро (2018).

## Команды
| Сезон                                               | Четвёртый       | Третий              | Второй            | Первый            | Запасной                        | Турниры                          |
| --------------------------------------------------- | --------------- | ------------------- | ----------------- | ----------------- | ------------------------------- | -------------------------------- |
| Кёрлинг среди смешанных команд (mixed curling)      |                 |                     |                   |                   |                                 |                                  |
| 2017                                                | Илья Шоломицкий | Екатерина Кириллова | Дмитрий Рудницкий | Татьяна Торсунова |                                 | ЧБСК 2017 (4 место)              |
| 2018                                                | Илья Шоломицкий | Сюзанна Ивашина     | Евгений Тамкович  | Татьяна Торсунова | тренер: Антон Батугин (ЧМСК)    | ЧБСК 2018 · ЧМСК 2018 (14 место) |
| 2018—19                                             | Илья Шоломицкий | Татьяна Торсунова   | Евгений Тамкович  | Арина Свержинская |                                 | ЧБСК 2019 (4 место)              |
| Кёрлинг среди смешанных пар (mixed doubles curling) |                 |                     |                   |                   |                                 |                                  |
| 2017—18                                             | Илья Шоломицкий | Татьяна Торсунова   |                   |                   | тренер: Евгений Тамкович (ЧМСП) | ЧБСП 2018 · ЧМСП 2018 (21 место) |
| 2018—19                                             | Илья Шоломицкий | Татьяна Торсунова   |                   |                   | тренер: Василий Тележкин (ЧМСП) | ЧБСП 2019 · ЧМСП 2019 (28 место) |
| 2020—21                                             | Илья Шоломицкий | Татьяна Торсунова   |                   |                   |                                 | ЧБСП 2020                        |

(скипы выделены полужирным шрифтом)